# Brighten the Corners: Nicene Creedence Edition
| Recensione           | Giudizio |
| -------------------- | -------- |
| The A.V. Club        | B        |
| Blender              |          |
| The Boston Phoenix   |          |
| Entertainment Weekly | A        |
| Mojo                 |          |
| Pitchfork            | 8.7/10   |
| PopMatters           | 9/10     |
| Q                    |          |
| Rolling Stone        |          |
| Uncut                |          |

Brighten the Corners: Nicene Creedence Edition è una compilation realizzata dal gruppo indie rock statunitense Pavement. Contiene l'album della band del 1997, Brighten the Corners, nella sua interezza e diverse versioni di prova e rarità realizzate dal gruppo in quel periodo, alcune delle quali inedite.

## Pubblicazione
Nicene Creedence Edition è stato pubblicato il 9 dicembre 2008 da Matador Records. Il pre-ordine iniziale offriva anche il precedentemente inedito album dal vivo della band Live Europaturnén MCMXCVII, su vinile da 12 pollici.

## Tracce

### Disco uno
Brighten the Corners
1. "Stereo"
2. "Shady Lane / J Vs. S"
3. "Transport Is Arranged"
4. "Date w/ IKEA"
5. "Old to Begin"
6. "Type Slowly"
7. "Embassy Row"
8. "Blue Hawaiian"
9. "We Are Underused"
10. "Passat Dream"
11. "Starlings of the Slipstream"
12. "Fin"

Brighten The Corners outtakes
1. "And Then (The Hexx)" (Inizialmente pubblicata come lato B di "Spit on a Stranger" (OLE-384-7) nel maggio 1999, ma presentata qui con una versione inedita completa. Originariamente prevista come canzone di apertura dio Brighten the Corners.)
2. "Beautiful as a Butterfly"
3. "Cataracts"

Singolo Stereo
1. "Westie Can Drum"
2. "Winner of the"
3. "Birds in the Majic Industry" (precedentemente inedita)

Singolo Spit on a Stranger (incluse qui dal momento che entrambe furono registrate e mixate durante le sessioni di Brighten the Corners)
1. "Harness Your Hopes"
2. "Roll with the Wind"

### Disco due
Singolo Shady Lane
1. "Slowly Typed"
2. "Cherry Area"
3. "Wanna Mess You Around"
4. "No Tan Lines"

BBC Radio One Evening Session, 15 gennaio 1997
1. "And Then (The Hexx)" (precedentemente inedita)
2. "Harness Your Hopes" (precedentemente inedita)
3. "The Killing Moon" (pubblicata nell'EP Major Leagues)
4. "Winner of the" (precedentemente inedita)

Brighten The Corners outtakes
1. "Embassy Row Psych Intro" (precedentemente inedita)
2. "Nigel" (previously unreleased)
3. "Chevy (Old to Begin)" (mix precedentemente inedito)
4. "Roll with the Wind (Roxy)" (mix precedentemente inedito)

God Save The Clean: A Tribute to the Clean, compilation Flying Nun Records
1. "Odditty"

Compilation Tibetan Freedom Concert
1. "Type Slowly" (live)

KCRW Morning Becomes Eclectic, 25 febbraio 1997
1. "Neil Hagerty Meets Jon Spencer in a Non-Alcoholic Bar" (precedentemente inedita)
2. "Destroy Mater Dei" (precedentemente inedita)
3. "It's A Rainy Day, Sunshine Girl"
4. "Maybe Maybe"

BBC Radio One John Peel Live Session, 21 agosto 1997
1. "Date w/ IKEA" (precedentemente inedita)
2. "Fin" (previously unreleased)
3. "Grave Architecture" (precedentemente inedita)
4. "The Classical" (pubblicata nell'EP Major Leagues)

WFNX Studios, 12 febbraio 1997
1. "Space Ghost Theme I" (precedentemente inedita)
2. "Space Ghost Theme II" (precedentemente inedita)

## Formazione
- Stephen Malkmus - voce, chitarra
- Scott Kannberg - chitarra, voce
- Mark Ibold - basso
- Steve West - batteria
- Bob Nastanovich – percussioni